# Lesenice
Lesenice (węg. Leszenye) – wieś (obec) na Słowacji położona w kraju bańskobystrzyckim, w powiecie Veľký Krtíš. Pierwsze wzmianki o miejscowości pochodzą z 1244 roku.
Według danych z dnia 31 grudnia 2012 roku, wieś zamieszkiwało 528 osób, w tym 289 kobiet i 239 mężczyzn.
W 2001 roku rozkład populacji względem narodowości i przynależności etnicznej wyglądał następująco:
- Słowacy – 57,44%
- Czesi – 0,18%
- Węgrzy – 41,16%

Ze względu na wyznawaną religię struktura mieszkańców kształtowała się w 2001 roku następująco:
- Katolicy rzymscy – 82,49%
- Ewangelicy – 15,76%
- Ateiści – 1,4%
- Nie podano – 0,35%